# Mealowther Hill
Mealowther Hill är en kulle i Storbritannien.   Den ligger i kommunen West Lothian och riksdelen Skottland, i den centrala delen av landet, 500 km norr om huvudstaden London. Toppen på Mealowther Hill är 444 meter över havet.
Terrängen runt Mealowther Hill är kuperad österut, men västerut är den platt.Runt Mealowther Hill är det ganska glesbefolkat, med 22 invånare per kvadratkilometer. Närmaste större samhälle är Livingston, 13,2 km norr om Mealowther Hill. Trakten runt Mealowther Hill består i huvudsak av gräsmarker.